# حسین نقره‌کار شیرازی
حسین نقره‌کار شیرازی (زاده ۱۳۲۶ شیراز) سیاستمدار، دیپلمات، بازرگان و مدیر اجرایی ایرانی است، که آخرین سمت وی معاون رئیس‌کل بانک مرکزی در امور حقوقی و مجلس بود.
 وی دانش‌آموخته کارشناسی بازرگانی از مدرسه عالی بازرگانی تهران، کارشناسی ارشد مدیریت اداری از دانشگاه ایالتی جنوبی شرقی اکلاهما و دکترای مدیریت بازرگانی از دانشگاه تیلبرگ (دانشگاه تربیت مدرس) است و فعالیت شغلی خود را از دهه ۱۳۵۰ در مؤسسه حسابرسی دقیق آغاز کرد.
نقره‌کار شیرازی پس از وقوع انقلاب ۱۳۵۷، فعالیت سیاسی خود را آغاز نمود و ابتدا به وزارت بازرگانی رفت و تا سال ۱۳۶۳ در سمت‌هایی چون معاون وزیر و قائم‌مقام وزیر بازرگانی فعالیت نمود و در دوره کوتاهی نیز سرپرستی این وزارتخانه را برعهده داشت. او در دولت سوم، از ۱۳۶۳ تا ۱۳۶۵ برای نزدیک به دو سال، استاندار فارس بود.
وی در سال ۱۳۶۶ به وزارت امور خارجه نقل مکان کرد و تا سال ۱۳۷۰ به عنوان سفیر ایران در اتریش فعالیت می‌کرد. وی از ۱۳۷۸ تا ۱۳۸۳ نیز سفیر ایران در نروژ بود. نقره‌کار شیرازی در سال ۱۳۸۳ با انتقال به وزارت نفت، برای مدت یک سال، ریاست هیئت مدیره شرکت بازرگانی نفت ایران (نیکو) را برعهده داشت. وی از ۱۳۸۵ تا ۱۳۸۶ مشاور مدیرعامل شرکت ملی نفت ایران بود و در فاصله سال‌های ۱۳۸۶ تا ۱۳۸۹ نیز معاونت امور بین‌الملل وزارت نفت را برعهده داشت. نقره‌کار شیرازی در دو دوره متفاوت، در مجموع ۷ سال عضویت هیئت رئیسه اتاق بازرگانی، صنایع و معادن را نیز برعهده داشته‌است.